# Estación de Räfis-Burgerau
La estación de Räfis-Burgerau es la principal estación ferroviaria de la localidad suiza de Räfis, perteneciente a la comuna suiza de Buchs, en el Cantón de San Galo.

## Historia y ubicación
La estación de Räfis-Burgerau fue inaugurada en 1858 con la apertura del tramo Rheineck - Sargans de la línea férrea Rorschach - Sargans por parte del Vereinigte Schweizerbahnen (VSB). La compañía pasaría a ser absorbida por los SBB-CFF-FFS.
La estación se encuentra ubicada en el centro urbano de la localidad de Räfis, situada al sur del núcleo urbano de Buchs. Cuenta con un andén lateral al que accede una vía pasante.
En términos ferroviarios, la estación se sitúa en la línea Rorschach - Sargans. Sus dependencias ferroviarias colaterales son la estación de Buchs hacia Rorschach y la estación de Sevelen en dirección Sargans.

## Servicios ferroviarios
Los servicios ferroviarios de esta estación están prestados por SBB-CFF-FFS:

### Regionales
- R Buchs - Sargans. Trenes cada hora en ambos sentidos.